# PLG (maison d'édition)

P.L.G.P.P.U.R. (sigle de « Plein la gueule pour pas un rond ») est un fanzine français de bandes dessinées créé en 1978 par Philippe Morin et Pierre-Marie Jamet. Devenu PLG à son vingtième numéro en 1986, il est publié jusqu'en 2003 (no 38). La maison d'édition PLG publie chaque année depuis 1998 quelques albums de bande dessinée et ouvrages critiques.

## Historique
Plein La Gueule Pour Pas Un Rond, plus connu sous le sigle P.L.G.P.P.U.R., est créé en avril 1978 par Philippe Morin et Pierre-Marie Jamet. À l'origine très amateur et confidentiel, le fanzine développe dès le no 2 un schéma structurel que l'on retrouve systématiquement. Ainsi, chaque numéro reçoit un auteur pour un long entretien, accompagné d'une bibliographie exhaustive, la partie critique est complétée par diverses chroniques d'albums, actualités, et fréquemment d'un autre entretien moins long. Reconnu par la profession, P.L.G.P.P.U.R. a reçu l'Alfred du meilleur fanzine en 1981 (par tirage au sort) et en 1982 (décerné par un véritable jury). Du no 10 (1982) au 19 (1985), la revue utilise un logo dessiné par Yves Chaland.
La particularité de P.L.G.P.P.U.R. est de consacrer un grand nombre de pages à la chronique d'un maximum de fanzines, en faisant un outil incontournable pour tout passionné de la question. On y trouve aussi une partie de création où divers auteurs amateurs ont fait leurs premières armes. La revue a notamment accueilli à leurs débuts Charles Berberian et Philippe Dupuy qui s'y sont rencontrés, mais aussi Jean-Claude Götting, Michel Gaudelette, Éric Liberge, Colonel Moutarde, Jean-François Caritte, Johanna Schipper, Olivier Schwartz, Simon Hureau, Aurélia Aurita, Anne Baraou, Jean-Christophe Menu, Emmanuel Moynot, Jampur Fraize, Joe G. Pinelli, Eco, , etc.
En 1986, à son vingtième numéro, le fanzine prend le nom « PLG », tandis que sa fréquence de publication commence à décroître : alors que de 1978 à 1986, il est publié deux à trois fois par an, il devient annuel à partir de 1987. À partir de 1990, des albums sont publiés régulièrement, puis des ouvrages critiques. En 1995, Pierre-Marie Jamet s'éloigne de PLG pour fonder P.M.J. éditions, qui publie une dizaine d'albums jusqu'en 2003. Philippe Morin continue à diriger seul le fanzine et la maison d'édition

## Le fanzine
Pour chaque numéro, l'auteur à qui est consacré le dossier majeur (et qui réalise la couverture) est placé en premier. Dans les no 29, 35 et 38, deux auteurs ont un dossier équivalent et se partagent la couverture. André Joy a fait l'objet d'un dossier s'étendant sur deux numéros.
Enki Bilal et Daniel Goossens ont été trois fois tête d'affiche de la revue (Goossens l'a été une fois dans le cas d'un dialogue avec Mœbius sur leurs travaux respectifs (no 37), et Bilal s'est partagé le no 38 avec Rochette).
- no 1, 1978 : F'murr.
- no 2, 1978 : Enki Bilal.
- no 3, 1978 : Mœbius.
- no 4, 1979 : Daniel Goossens.
- no 5, 1979 : Claude Auclair.
- no 6, 1980 : Lucques.
- no 7, 1980 : Jean-Pierre Gibrat.
- no 8, 1981 : Frédéric Jannin.
- no 9, 1981 : Pierre Wininger et André Joy.
- no 10, 1982 : Yves Chaland et André Joy.
- no 11, 1982 : Frank Margerin et François Boucq.
- no 12, 1983 : Serge Clerc et Philippe Foerster.
- no 13, 1983 : Ted Benoit, Antonio Parras et Philippe Bercovici.
- no 14, 1983 : Jacques Tardi et Alex Varenne.
- no 15, 1984 : Jean-Claude Mézières.
- no 16, 1984 : Hermann Huppen et Attilio Micheluzzi.
- no 17, 1984: Enki Bilal (2e), François Dermaut et Ptiluc.
- no 18, 1985: Daniel Torres, Ab'Aigre et Tome.
- no 19, 1985: René Pétillon et Gotlib.
- no 20, 1986 : Daniel Goossens (2e) et René Bonnet.
- no 21, 1986: Loustal.
- no 22, 1987: André Juillard.
- no 23/24, 1988 : Max Cabanes.
- no 25, 1989 : François Schuiten.
- no 26, 1990 : Lorenzo Mattotti.
- no 27, 1991 : Jean-Claude Denis.
- no 28, 1992 : Yves Chaland (2e).
- no 29, 1993 : Frank Le Gall.
- no 30, 1994 : Philippe Dupuy/Charles Berberian.
- no 31, 1995 : Jano
- no 32, 1996 : Jacques Ferrandez et Frédéric Bézian.
- no 33, 1997 : Will Eisner et Emmanuel Moynot.
- no 34, 1998 : Jean-Pierre Gibrat (2e), Stanislas et Sylvain Victor.
- no 35, 1999 : Blutch/Martin Veyron.
- no 36, 2000 : Baru et Jean-Christophe Chauzy.
- no 37, 2001 : Daniel Clowes, Mœbius (2e) et Daniel Goossens (3e).
- no 38, 2003 : Enki Bilal (3e) et Jean-Marc Rochette.
- HS no 1, 2006 : Séra, en d'autres territoires.
- HS no 2, 2010 : P.L.G. 32 ans de Bandes Dessinées, Michel Gaudelette et André Joy (2e).

## Publications

### Albums de bande dessinée
- Boulinier, Vertigo, 1980.
- Joe G. Pinelli, No mas pulpo. Plus jamais de poulpes, 1990.
- Joe G. Pinelli, No mas chorizo. Plus jamais de chorizo, 1992.
- Joe G. Pinelli, Que cigares. Unicamente puros, 1993.
- Joe G. Pinelli, Beau salopard, 1995.
- Joe G. Pinelli, La Dinde sauvage :

1. Sainte Victoire, 1996.
2. Mont Ararat, 1997.
3. La Soufrière, 1999.

- Joe G. Pinelli, Dont Louis a chassé les funestes horreurs, 1998.
- Jean-Christophe Chauzy, Novice, 1998.
- Jeanne Puchol, Chimères, 1999.
- Colonel Moutarde (dessin) et Andy (scénario), Johnny rien-à-foutre, 2001. Réédition 2006.
- BSK, L'Amour, 2002.
- BSK, Blam, 2004.
- Emmanuel Moynot, La Pension des deux roses, 2005.
- BSK, Dans ma ville, 2006.
- Jean-François Caritte, Autopsie d'une légende, 2006.
- BSK, Les Radicaux libres, 2008.
- Joe G. Pinelli, Poisson-chat. Essai de vulgarisation imagée à propos de la narration séquencée, 2008.
- Benoît Barale, Les Identités remarquables, 2012.
- Colonel Moutarde (dessin) et Nathalie Dargent (scénario), La Soupe au poivre, 2012.
- Knut Larsson, Triton, 2013.

### Ouvrages critiques
- Harry Morgan et Manuel Hirtz, Le Petit Critique illustré, 1998. Réédition 2005. Guide des ouvrages critiques consacrés à la bande dessinée.
- Jeux d'influences, 2001. 30 auteurs parlent des deux bandes dessinées qui les ont marqués durant leur jeunesse.
- Dominique Dupuis, Au début était le jaune... Une histoire subjective de la bande dessinée, 2005.
- Fredrik Strömberg, Images noires, 2010. Étude sur la représentation des Noirs par les Blancs dans la bande dessinée.
- Renaud Chavanne, Composition de la bande dessinée, 2011.
- Jean Renaud et Florian Rubis, Vikings et bande dessinée. Mythes et réalités, 2013.
- Fredrik Strömberg, La Bande dessinée suédoise, 2014.
- Monographies d'auteur : Edgar P. Jacobs (et la mise en page) Alex Varenne, Edmond Baudoin, David B., Francis Groux, Nicolas de Crécy, Mœbius (et le dessin), Wallace Wood, Ted Benoit

### Autres
- Jean-Claude Denis, Quelques mois à L'Amélie, 2002. Roman.
- Joe G. Pinelli, Le Marteau-piqueur, 2002. Port-folio d'illustrations érotiques co-édité avec Sherpa.
- Jampur Fraize, Résurrections, 2003. Recueil bilingue anglais/français de textes illustrés sur des rockers morts.
- Marie Jacotey-Voyatzis, Reste de dos c’est ton cul que je regarde, 2010. Recueil d'illustrations.
- Joe G. Pinelli (illustration) et Thierry Bellefroid (texte), Féroces tropiques. Une étude de la peinture de Heinz von Furlau, 2011. Étude d'un peintre imaginaire.
- Joe G. Pinelli (illustration) et Thierry Bellefroid (texte), Midi moins le quart avant l'autodafé, 2013.
- Jean-Claude Denis, Morceaux choisis vol. 1, 2013. Recueil d'illustrations.

### Documentation
- P.P.U.R. Spécial 20 ans, supplément au no 34 de PLG, hiver 1998/99, 84 pages, édité par l'A.P.J.A.B.D.
- PLG 32 ans de bande dessinée, PLG, coll. « Mémoire vive », 2010.
- Patrick Gaumer, « P.L.G.P.P.U.R. », dans Dictionnaire mondial de la BD, Paris, Larousse, 2010 (ISBN 9782035843319), p. 685.
- Philippe Morin, Pierre-Marie Jamet et Dominique Poncet, « Dix Ans déjà », P.L.G., nos 29-35,‎ été 1988, p. 20-25 & 76.
- Dominique Poncet et Philippe Morin, « PLG Story », P.L.G., no 34,‎ hiver 1998, p. IV-XXXIV.